# 丁显

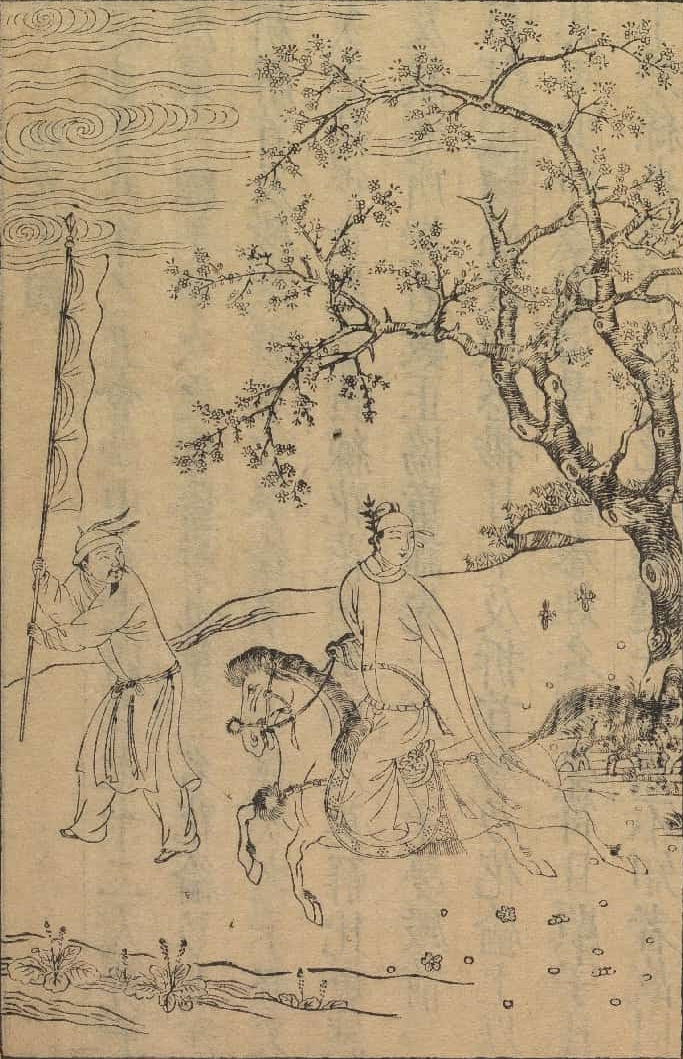
丁顯，《明状元图考》第一卷，明顾祖训辑

丁顯（1358年—1398年），字彦伟，福建建阳县人，明朝政治人物，狀元。

## 生平
丁顯生于元惠宗至正十八年（1358年）。明太祖洪武十八年（1385年）乙丑科会试中，第一名黄子澄，第二名练子宁，第三名花纶。在殿试中，28岁的丁显中乙丑科状元。據說本科原取花纶，但因明太祖夢見殿前有一铁巨釘上系着几缕白丝，次日在看到丁显试卷时，姓名与梦中相合，而取丁顯為状元，授翰林院修撰。后非進士不入翰林，從此為定式。后因事連坐貶職至广西驯象卫，后與當地名流唱和，后死於衛所。